# Président de l'Assemblée générale des Nations unies
Le président de l'Assemblée générale des Nations unies est une personnalité qui exerce la fonction confiée par élection par les représentants de l'Assemblée générale des Nations unies pour une durée d'un an. Le président de l'Assemblée générale dirige les débats de la session ordinaire, qui commence en septembre, ainsi que des sessions spéciales et d'urgence spéciales de l'année suivante.

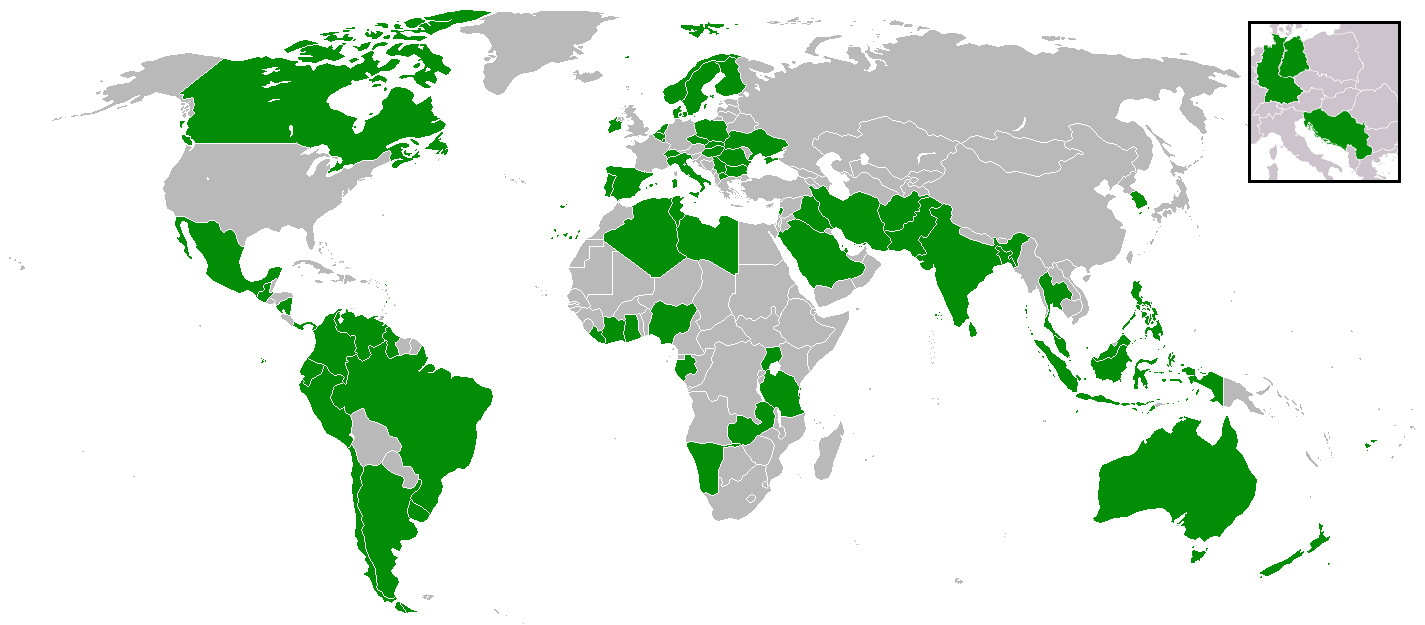
Vert : pays d'où sont issus les présidents de l'Assemblée générale.

Les cinq régions géographiques, reprenant les différents groupes régionaux des Nations unies, l'Afrique, l'Europe de l'Ouest et les autres pays, l'Asie et l'Océanie, l'Europe de l'Est et l'Amérique latine et les Antilles occupent à tour de rôle la présidence. 
Le président de l'Assemblée générale est le plus indépendant possible, c'est pourquoi la pratique veut que sa nationalité ne soit jamais celle d'un État membre permanent au Conseil de sécurité. 
| Session                        | Année | Nom du président             | Pays d'origine       | Secrétaire général            |
| ------------------------------ | ----- | ---------------------------- | -------------------- | ----------------------------- |
| 1re                            | 1946  | Paul-Henri Spaak             | Belgique             | Trygve Lie Norvège            |
| 1re spéciale                   | 1947  | Oswaldo Aranha               | Brésil               | Trygve Lie Norvège            |
| 2e                             | 1947  | Oswaldo Aranha               | Brésil               | Trygve Lie Norvège            |
| 2e spéciale                    | 1948  | José Arce                    | Argentine            | Trygve Lie Norvège            |
| 3e                             | 1948  | Herbert Vere Evatt           | Australie            | Trygve Lie Norvège            |
| 4e                             | 1949  | Carlos P. Romulo             | Philippines          | Trygve Lie Norvège            |
| 5e                             | 1950  | Nasrollah Entezam            | Iran                 | Trygve Lie Norvège            |
| 6e                             | 1951  | Luis Padilla Nevro           | Mexique              | Trygve Lie Norvège            |
| 7e                             | 1952  | Lester B. Pearson            | Canada               | Dag Hammarskjöld Suède        |
| 8e                             | 1953  | Vijaya Lakshmi Pandit        | Inde                 | Dag Hammarskjöld Suède        |
| 9e                             | 1954  | Eelco N. van Kleffens        | Pays-Bas             | Dag Hammarskjöld Suède        |
| 10e                            | 1955  | José Maza                    | Chili                | Dag Hammarskjöld Suède        |
| 1re d'urgence spéciale         | 1956  | Rudecindo Ortega             | Chili                | Dag Hammarskjöld Suède        |
| 2e d'urgence spéciale          | 1956  | Rudecindo Ortega             | Chili                | Dag Hammarskjöld Suède        |
| 11e                            | 1956  | Wan Waithayakon              | Thaïlande            | Dag Hammarskjöld Suède        |
| 12e                            | 1957  | Leslie Munro                 | Nouvelle-Zélande     | Dag Hammarskjöld Suède        |
| 3e d'urgence spéciale          | 1958  | Leslie Munro                 | Nouvelle-Zélande     | Dag Hammarskjöld Suède        |
| 13e                            | 1958  | Charles Malek                | Liban                | Dag Hammarskjöld Suède        |
| 14e                            | 1959  | Víctor Andrés Belaúnde       | Pérou                | Dag Hammarskjöld Suède        |
| 4e d'urgence spéciale          | 1960  | Víctor Andrés Belaúnde       | Pérou                | Dag Hammarskjöld Suède        |
| 15e                            | 1960  | Frederick Henry Boland       | Irlande              | Dag Hammarskjöld Suède        |
| 3e spéciale                    | 1961  | Frederick Henry Boland       | Irlande              | Dag Hammarskjöld Suède        |
| 16e                            | 1961  | Mongi Slim                   | Tunisie              | U Thant Birmanie              |
| 17e                            | 1962  | Muhammad Zafrulla Khan       | Pakistan             | U Thant Birmanie              |
| 4e spéciale                    | 1963  | Muhammad Zafrulla Khan       | Pakistan             | U Thant Birmanie              |
| 18e                            | 1963  | Carlos Sosa Rodriguez        | Venezuela            | U Thant Birmanie              |
| 19e                            | 1964  | Alex Quaison-Sackey          | Ghana                | U Thant Birmanie              |
| 20e                            | 1965  | Amintore Fanfani             | Italie               | U Thant Birmanie              |
| 21e                            | 1966  | Abdul Rahman Pazhwak         | Afghanistan          | U Thant Birmanie              |
| 5e spéciale                    | 1967  | Abdul Rahman Pazhwak         | Afghanistan          | U Thant Birmanie              |
| 5e d'urgence spéciale          | 1967  | Abdul Rahman Pazhwak         | Afghanistan          | U Thant Birmanie              |
| 22e                            | 1967  | Corneliu Mănescu             | Roumanie             | U Thant Birmanie              |
| 23e                            | 1968  | Emilio Arenales Catalan      | Guatemala            | U Thant Birmanie              |
| 24e                            | 1969  | Angie Elisabeth Brooks       | Liberia              | U Thant Birmanie              |
| 25e                            | 1970  | Edvard Hambro                | Norvège              | U Thant Birmanie              |
| 26e                            | 1971  | Adam Malik                   | Indonésie            | U Thant Birmanie              |
| 27e                            | 1972  | Stanisław Trepczyński        | Pologne              | Kurt Waldheim Autriche        |
| 28e                            | 1973  | Leopoldo Benites             | Équateur             | Kurt Waldheim Autriche        |
| 6e spéciale                    | 1974  | Leopoldo Benites             | Équateur             | Kurt Waldheim Autriche        |
| 29e                            | 1974  | Abdelaziz Bouteflika         | Algérie              | Kurt Waldheim Autriche        |
| 7e spéciale                    | 1975  | Abdelaziz Bouteflika         | Algérie              | Kurt Waldheim Autriche        |
| 30e                            | 1975  | Gaston Thorn                 | Luxembourg           | Kurt Waldheim Autriche        |
| 31e                            | 1976  | Hamilton Shirley Amerasinghe | Sri Lanka            | Kurt Waldheim Autriche        |
| 32e                            | 1977  | Lazar Mojsov                 | Yougoslavie          | Kurt Waldheim Autriche        |
| 8e spéciale                    | 1978  | Lazar Mojsov                 | Yougoslavie          | Kurt Waldheim Autriche        |
| 9e spéciale                    | 1978  | Lazar Mojsov                 | Yougoslavie          | Kurt Waldheim Autriche        |
| 10e spéciale                   | 1978  | Lazar Mojsov                 | Yougoslavie          | Kurt Waldheim Autriche        |
| 33e                            | 1978  | Indalecio Liévano            | Colombie             | Kurt Waldheim Autriche        |
| 34e                            | 1979  | Salim A. Salim               | Tanzanie             | Kurt Waldheim Autriche        |
| 6e d'urgence spéciale          | 1980  | Salim A. Salim               | Tanzanie             | Kurt Waldheim Autriche        |
| 7e d'urgence spéciale          | 1980  | Salim A. Salim               | Tanzanie             | Kurt Waldheim Autriche        |
| 11e spéciale                   | 1980  | Salim A. Salim               | Tanzanie             | Kurt Waldheim Autriche        |
| 35e                            | 1980  | Rüdiger von Wechmar          | Allemagne de l'Ouest | Kurt Waldheim Autriche        |
| 8e d'urgence spéciale          | 1981  | Rüdiger von Wechmar          | Allemagne de l'Ouest | Kurt Waldheim Autriche        |
| 36e                            | 1981  | Ismat T. Kittani             | Irak                 | Kurt Waldheim Autriche        |
| 7e d'urgence spéciale - Suite  | 1982  | Ismat T. Kittani             | Irak                 | Javier Pérez de Cuéllar Pérou |
| 9e d'urgence spéciale          | 1982  | Ismat T. Kittani             | Irak                 | Javier Pérez de Cuéllar Pérou |
| 12e spéciale                   | 1982  | Ismat T. Kittani             | Irak                 | Javier Pérez de Cuéllar Pérou |
| 37e                            | 1982  | Imre Hollai                  | Hongrie              | Javier Pérez de Cuéllar Pérou |
| 38e                            | 1983  | Jorge E. Illueca             | Panama               | Javier Pérez de Cuéllar Pérou |
| 39e                            | 1984  | Paul J. F. Lusaka            | Zambie               | Javier Pérez de Cuéllar Pérou |
| 40e                            | 1985  | Jaime de Piniés              | Espagne              | Javier Pérez de Cuéllar Pérou |
| 13e spéciale                   | 1986  | Jaime de Piniés              | Espagne              | Javier Pérez de Cuéllar Pérou |
| 41e                            | 1986  | Humayun Rasheed Choudhury    | Bangladesh           | Javier Pérez de Cuéllar Pérou |
| 14e spéciale                   | 1986  | Humayun Rasheed Choudhury    | Bangladesh           | Javier Pérez de Cuéllar Pérou |
| 42e                            | 1987  | Peter Florin                 | Allemagne de l'Est   | Javier Pérez de Cuéllar Pérou |
| 15e spéciale                   | 1988  | Peter Florin                 | Allemagne de l'Est   | Javier Pérez de Cuéllar Pérou |
| 43e                            | 1988  | Dante Caputo                 | Argentine            | Javier Pérez de Cuéllar Pérou |
| 44e                            | 1989  | Joseph Nanven Garba          | Nigeria              | Javier Pérez de Cuéllar Pérou |
| 16e spéciale                   | 1989  | Joseph Nanven Garba          | Nigeria              | Javier Pérez de Cuéllar Pérou |
| 17e spéciale                   | 1990  | Joseph Nanven Garba          | Nigeria              | Javier Pérez de Cuéllar Pérou |
| 18e spéciale                   | 1990  | Joseph Nanven Garba          | Nigeria              | Javier Pérez de Cuéllar Pérou |
| 45e                            | 1990  | Guido de Marco               | Malte                | Javier Pérez de Cuéllar Pérou |
| 46e                            | 1991  | Samir S. Shihabi             | Arabie saoudite      | Javier Pérez de Cuéllar Pérou |
| 47e                            | 1992  | Stoyan Ganev                 | Bulgarie             | Boutros Boutros-Ghali Égypte  |
| 48e                            | 1993  | Samuel Insanally             | Guyana               | Boutros Boutros-Ghali Égypte  |
| 49e                            | 1994  | Amara Essy                   | Côte d'Ivoire        | Boutros Boutros-Ghali Égypte  |
| 50e                            | 1995  | Diogo Freitas do Amaral      | Portugal             | Boutros Boutros-Ghali Égypte  |
| 51e                            | 1996  | Razali Ismail                | Malaisie             | Boutros Boutros-Ghali Égypte  |
| 10e d'urgence spéciale         | 1997  | Razali Ismail                | Malaisie             | Kofi Annan Ghana              |
| 19e spéciale                   | 1997  | Razali Ismail                | Malaisie             | Kofi Annan Ghana              |
| 52e                            | 1997  | Hennadiy Udovenko            | Ukraine              | Kofi Annan Ghana              |
| 10e d'urgence spéciale - Suite | 1998  | Hennadiy Udovenko            | Ukraine              | Kofi Annan Ghana              |
| 20e spéciale                   | 1998  | Hennadiy Udovenko            | Ukraine              | Kofi Annan Ghana              |
| 53e                            | 1998  | Didier Opertti Badan         | Uruguay              | Kofi Annan Ghana              |
| 10e d'urgence spéciale - Suite | 1999  | Didier Opertti Badan         | Uruguay              | Kofi Annan Ghana              |
| 21e spéciale                   | 1999  | Didier Opertti Badan         | Uruguay              | Kofi Annan Ghana              |
| 54e                            | 1999  | Theo-Ben Gurirab             | Namibie              | Kofi Annan Ghana              |
| 22e spéciale                   | 1999  | Theo-Ben Gurirab             | Namibie              | Kofi Annan Ghana              |
| 23e spéciale                   | 2000  | Theo-Ben Gurirab             | Namibie              | Kofi Annan Ghana              |
| 24e spéciale                   | 2000  | Theo-Ben Gurirab             | Namibie              | Kofi Annan Ghana              |
| 55e                            | 2000  | Harri Holkeri                | Finlande             | Kofi Annan Ghana              |
| 10e d'urgence spéciale - Suite | 2000  | Harri Holkeri                | Finlande             | Kofi Annan Ghana              |
| 25e spéciale                   | 2001  | Harri Holkeri                | Finlande             | Kofi Annan Ghana              |
| 26e spéciale                   | 2001  | Harri Holkeri                | Finlande             | Kofi Annan Ghana              |
| 56e                            | 2001  | Han Seung-soo                | Corée du Sud         | Kofi Annan Ghana              |
| 57e                            | 2002  | Jan Kavan                    | République tchèque   | Kofi Annan Ghana              |
| 58e                            | 2003  | Julian Hunte                 | Sainte-Lucie         | Kofi Annan Ghana              |
| 59e                            | 2004  | Jean Ping                    | Gabon                | Kofi Annan Ghana              |
| 60e                            | 2005  | Jan Eliasson                 | Suède                | Kofi Annan Ghana              |
| 61e                            | 2006  | Haya Rashed Al-Khalifa       | Bahreïn              | Kofi Annan Ghana              |
| 62e                            | 2007  | Srgjan Kerim                 | Macédoine            | Ban Ki-moon Corée du Sud      |
| 63e                            | 2008  | Miguel d'Escoto Brockmann    | Nicaragua            | Ban Ki-moon Corée du Sud      |
| 64e                            | 2009  | Ali Abdussalam Treki         | Libye                | Ban Ki-moon Corée du Sud      |
| 65e                            | 2010  | Joseph Deiss                 | Suisse               | Ban Ki-moon Corée du Sud      |
| 66e                            | 2011  | Nassir Abdulaziz Al-Nasser   | Qatar                | Ban Ki-moon Corée du Sud      |
| 67e                            | 2012  | Vuk Jeremić                  | Serbie               | Ban Ki-moon Corée du Sud      |
| 68e                            | 2013  | John William Ashe            | Antigua-et-Barbuda   | Ban Ki-moon Corée du Sud      |
| 69e                            | 2014  | Sam Kutesa                   | Ouganda              | Ban Ki-moon Corée du Sud      |
| 70e                            | 2015  | Mogens Lykketoft             | Danemark             | Ban Ki-moon Corée du Sud      |
| 71e                            | 2016  | Peter Thomson                | Fidji                | Ban Ki-moon Corée du Sud      |
| 72e                            | 2017  | Miroslav Lajcak              | Slovaquie            | António Guterres Portugal     |
| 73e                            | 2018  | María Fernanda Espinosa      | Équateur             | António Guterres Portugal     |
| 74e                            | 2019  | Tijjani Muhammad-Bande       | Nigeria              | António Guterres Portugal     |
| 75e                            | 2020  | Volkan Bozkır                | Turquie              | António Guterres Portugal     |
| 76e                            | 2021  | Abdulla Shahid               | Maldives             | António Guterres Portugal     |
| 77e                            | 2022  | Csaba Kőrösi                 | Hongrie              | António Guterres Portugal     |
| 78e                            | 2023  | Dennis Francis               | Trinité-et-Tobago    | António Guterres Portugal     |
| 79e                            | 2024  | Philémon Yang                | Cameroun             | António Guterres Portugal     |
| 80e                            | 2025  | Annalena Baerbock            | Allemagne            | António Guterres Portugal     |